# Jordan Firstman
Jordan Firstman (Long Island, Nueva York, 8 de julio de 1991) es un escritor, productor y humorista estadounidense. Es conocido por los cortometrajes Mens Don't Whisper (2017) y las películas Call Your Father (2016), nominada en el Festival de Cine de Sundance y Rotting in the Sun (2023), así como por su participación en la serie Ms. Marvel (2022).
Firstman saltó a la fama por sus sketches cortos, llamados Impressions, compartidos en Instagram Live durante la Pandemia de coronavirus de 2020. Firstman es abiertamente gay.

## Carrera
En 2016, Firstman escribió y protagonizó Call Your Father, un cortometraje satírico que explora los altibajos de una pareja gay intergeneracional. Al mismo tiempo, fue guionista de la serie de televisión Search Party. Al año siguiente, Firstman y el coguionista Charles Rogers realizaron Men Don't Whisper, un cortometraje cómico sobre una pareja gay castrada que intenta recuperar su masculinidad seduciendo a varias mujeres. La película se proyectó en Sundance y South by Southwest, y fue seleccionada como estreno de Vimeo Staff Pick.
A principios de 2020, Firstman escribió una oda cantada por el Coro de Hombres Gays de Los Ángeles, celebrando la representación gay en el cine, así como a Laura Dern en los Independent Spirit Awards de 2020. Durante la pandemia de COVID-19, Firstman comenzó a publicar vídeos en Instagram de varias impresiones, como "el cotilla del pueblo que no tiene más cotilleos durante la cuarentena", "el verano de 2020", "el publicista del pan de plátano" y "toda la ropa que la gente no lleva ahora mismo". Sus imitaciones cómicas han tenido una respuesta positiva por parte de los fans de Internet y de los famosos, incluyendo a Ariana Grande, Katy Perry y Chrissy Teigen. La actriz Ruby McCollister ha dicho de los sketches: "Están poniendo una base al meme", al incorporar vídeo, texto y creador a la vez. Para el desfile SS2021 de Thom Browne, que estaba ambientado en los futuros Juegos Olímpicos de 2132 en la Luna, Firstman y la modelo Grace Mahary interpretaron el papel de comentaristas mientras los modelos caminaban por el Los Angeles Coliseum, una reliquia Art Deco donde se celebraron los Juegos Olímpicos de 1932. Apareció en la serie de Marvel Studios para Disney +, Ms Marvel (2022) como el Señor Wilson, asesor de Kamala Khan.

## Filmografía

### Cine
| Año  | Título             | Rol    | Notas                                                           | Ref. |
| ---- | ------------------ | ------ | --------------------------------------------------------------- | ---- |
| 2016 | Call Your Father   | Josh   | personaje principal; así como escritor y director; short film   |      |
| 2017 | Men Don't Whisper  | Peyton | personaje principal; así como escritor y director; cortometraje |      |
| 2023 | Rotting in the Sun | Jordan | personaje principal                                             |      |
| 2023 | You People         | Danny  | personaje secundario                                            |      |

### Televisión
| Año       | Title                 | Rol                 | Notas                                   | Ref. |
| --------- | --------------------- | ------------------- | --------------------------------------- | ---- |
| 2014      | Real Life             | Director de casting |                                         |      |
| 2014      | Beards                | Jonathan            |                                         |      |
| 2015      | Daddy                 | Hombre cachondo     |                                         |      |
| 2015      | EastSiders            | Mitchell            |                                         |      |
| 2016      | Gay of Thrones        |                     |                                         |      |
| 2016-2017 | Search Party          | Luke                | personaje recurrente; así como escritor |      |
| 2017      | Last Meal             | Brian the Zombie    |                                         |      |
| 2019      | This Close            | Richard Broomson    |                                         |      |
| 2019      | Tales from the Closet |                     |                                         |      |
| 2021      | Cinema Toast          | Sebastian           | también escritor                        |      |
| 2021      | Miracle Workers       | Kaya                |                                         |      |
| 2022      | Ms. Marvel            | Mr. Wilson          | personaje recurrente                    |      |

### Como productor
| Año  | Título    | Notas                             | Ref. |
| ---- | --------- | --------------------------------- | ---- |
| 2020 | Big Mouth | productor consultor (10 episodes) |      |